# Glauberg
Der  Glauberg ist ein 276,5 m ü. NHN hoher Berg im Ronneburger Hügelland bei Glauberg im hessischen Wetteraukreis.
Auf seinem Höhenrücken und in seiner näheren Umgebung gibt es Ringwälle sowie bedeutende Grabungsorte mit Funden von der Vorgeschichte bis ins Hochmittelalter. Auf der südlichen Flanke – oberhalb eines rekonstruierten Grabhügels – befindet sich ein Museum und das Forschungszentrum Keltenwelt am Glauberg, am höchsten Punkt im Nordosten des Bergrückens die Ruine der Burg Glauburg.

## Geographie

### Lage

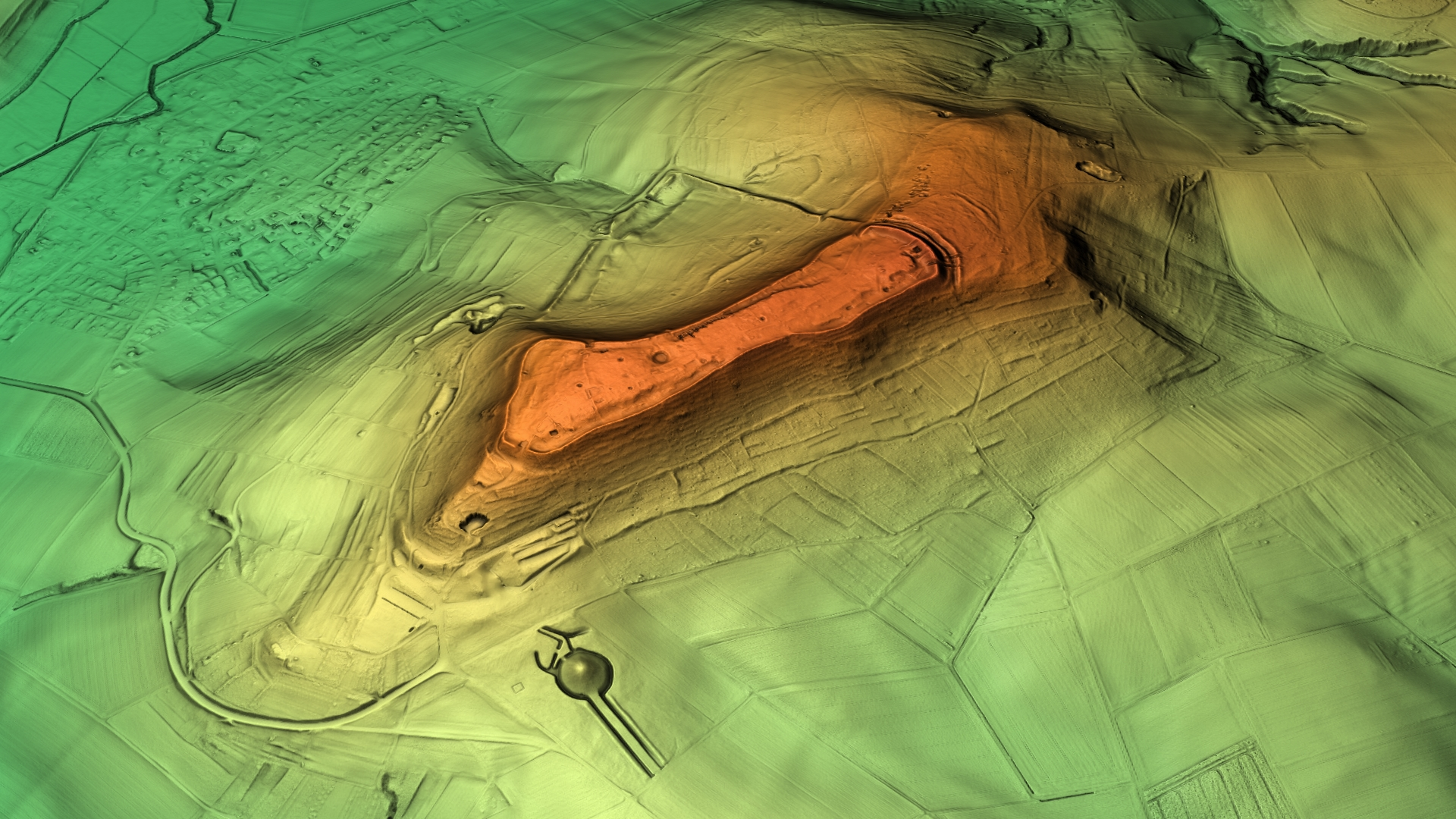
Digitales Reliefbild des Glaubergs

Der Glauberg liegt als südlicher Basaltausläufer des Vogelsberges, der an die Wetterau angrenzt, östlich des gleichnamigen Ortsteils Glauberg der Gemeinde Glauburg im südhessischen Wetteraukreis. Er hat die Form eines Tafelbergs mit nach drei Seiten steil abfallenden Flanken. Lediglich in nordöstlicher Richtung fällt das Gelände relativ sanft ab. Die Erhebung liegt zwischen dem Zusammenfluss von Nidder und Seemenbach und gehört zur Gemarkung Glauburgs. Im Südwesten ist das Enzheimer Köpfchen vorgelagert. Im Südosten zieht sich vom Bergfuß eine gegliederte Hochfläche zum 2 km entfernten Seemenbach hin.
Durch seine natürlichen Gegebenheiten ist der Glauberg seit jeher für eine Besiedlung und Befestigung wie prädestiniert: Seine Hochebene überragt das Umland um 150 m und bildet ein fast ebenes Plateau von über 800 m Länge und 80 m bis fast 200 m Breite. Auf dieser Hochebene liegt ein kleiner Weiher, der sich aus zufließendem Oberflächenwasser füllt. Er führte bis zu Sprengarbeiten nach dem Zweiten Weltkrieg auch noch in trockenen Hochsommern stets Wasser.

## Besiedlung und Befestigung

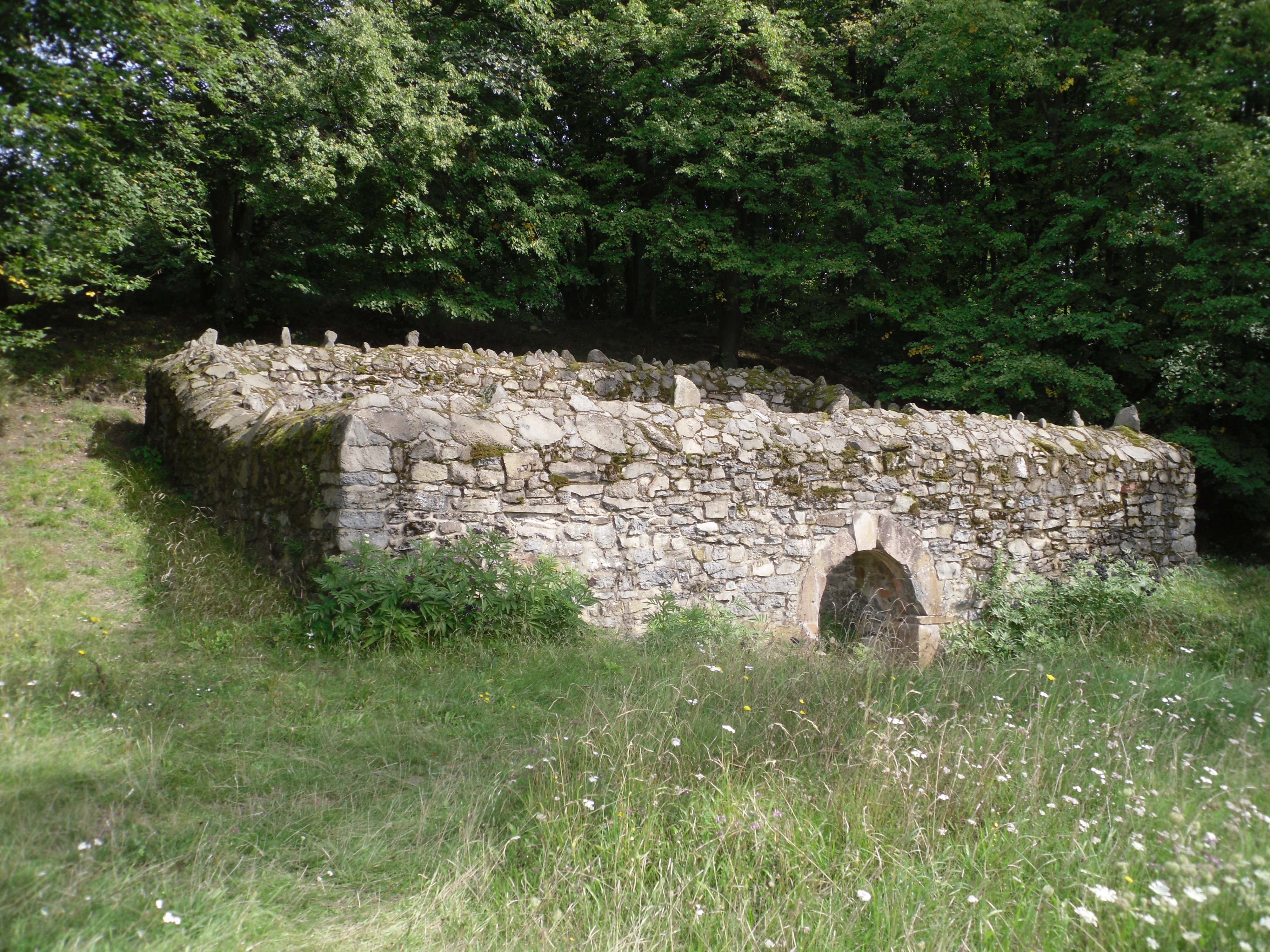
Ruine eines mittelalterlichen Gebäudes der Burg Glauburg

- Das Plateau des Glaubergs wurde bereits seit der Jungsteinzeit in der Mitte des 5. Jahrtausends v. Chr. besiedelt.
- Zu einer zweiten Besiedlungsphase kam es während der spätbronzezeitlichen Urnenfelderkultur im 10. und 9. Jahrhundert v. Chr.
- Die erste Befestigung entstand wahrscheinlich in frühkeltischer Zeit im 6. bis 5. Jahrhundert v. Chr. Offenbar reichte der Weiher auf dem Plateau nicht mehr zur Wasserversorgung aus, und es mussten schützende Mauern, so genannte Annexwälle, hangabwärts bis zum Quellhorizont gebaut werden, so dass ein Wasserreservoir von 150 m Länge und 60 m Breite umschlossen wurde.
- In römischer Zeit (1. bis 3. Jahrhundert n. Chr.) blieb der Glauberg unbesiedelt, vermutlich wegen seiner Nähe (5 km) zum Wetterau-Limes und zum Kastell Altenstadt.
- Im 4. bis 5. Jahrhundert hatte der Glauberg wieder zentrale Bedeutung als Höhensiedlung eines alemannischen Kleinkönigs.
- Im 7. bis 9. Jahrhundert trug er eine fränkische Großburg.
- Im 12. und 13. Jahrhundert wurde der Glauberg in das staufische Burgensystem eingegliedert, wobei ein turmartiges Burggebäude am Rande der Mauerbefestigung errichtet wurde, dessen Untergeschoss mit romanischem Torbogen noch erhalten ist. Aus dieser Zeit stammen auch die Fundamentreste mittelalterlicher Häuser am Nordrand des auf der ganzen Fläche besiedelten Plateaus. Die Frankfurter Patrizierfamilie Glauburg hatte hier ihren Stammsitz.
- Die Zerstörung der Burg und damit das Ende der Besiedlung des Glaubergs erfolgte wahrscheinlich im Jahr 1256.

## Keltische Funde am Glauberg

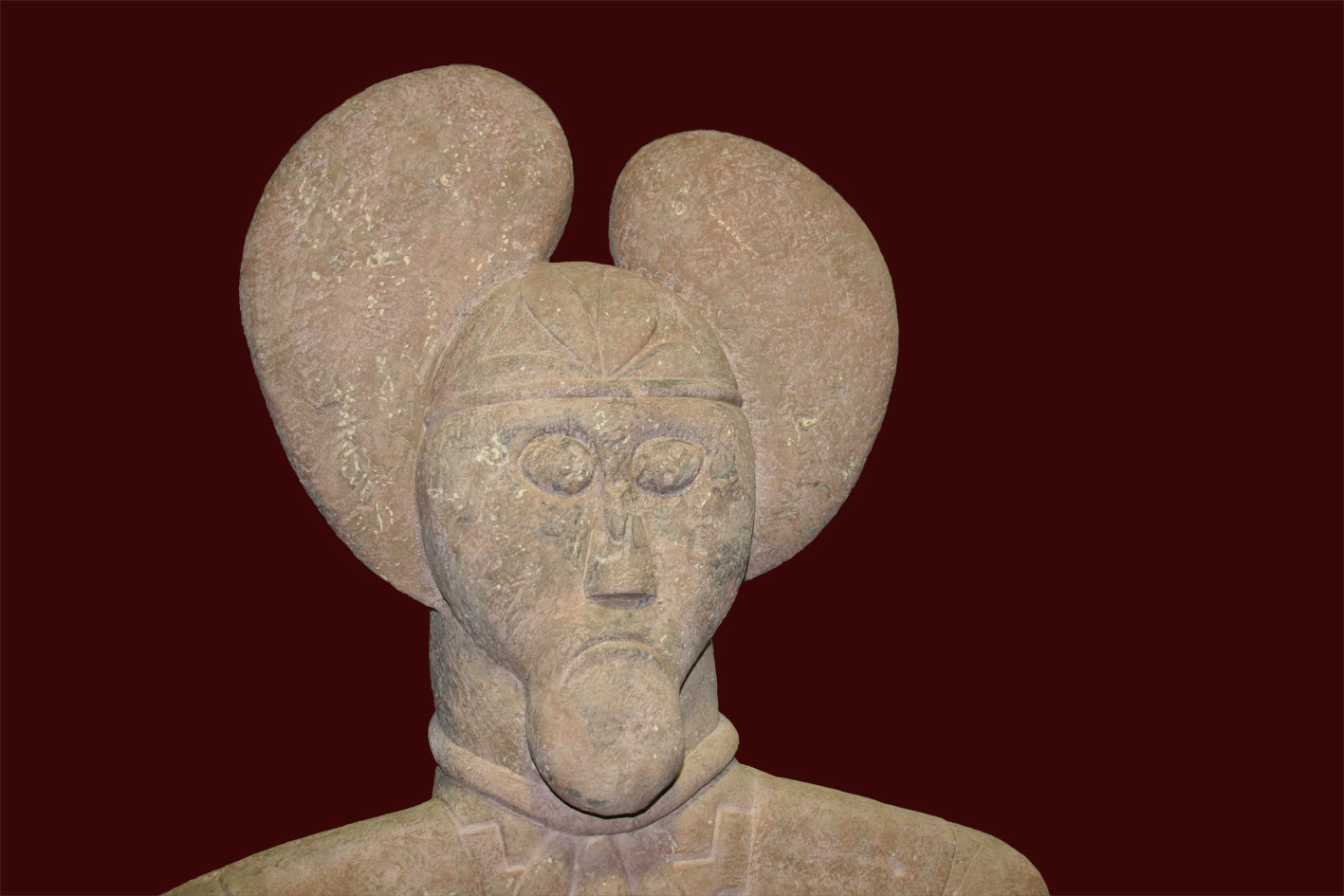
Der Keltenfürst vom Glauberg
(ca. 500 v. Chr.)

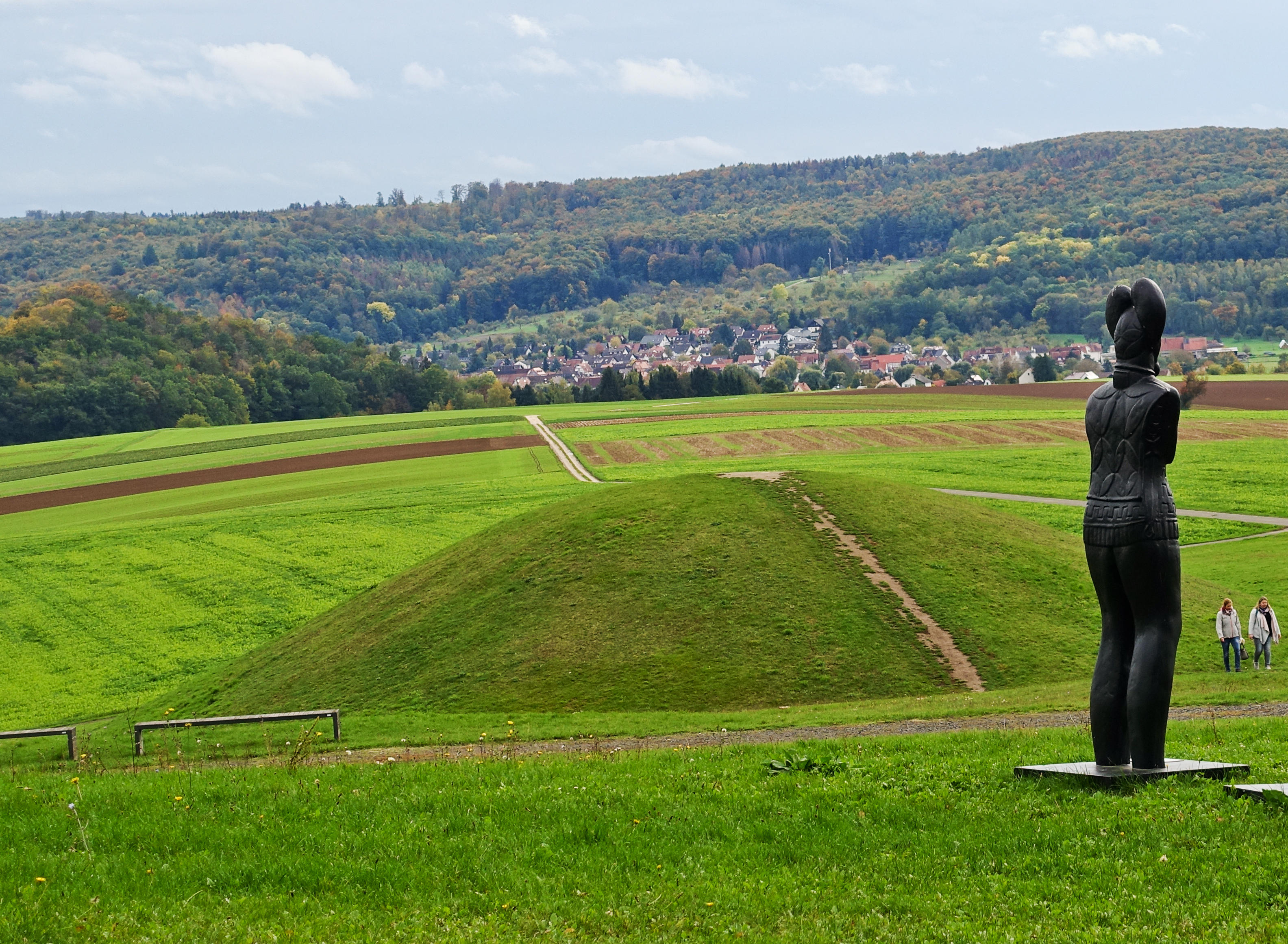
Rekonstruierte Grabhügel mit rekonstruierter Statue des Keltenfürsten

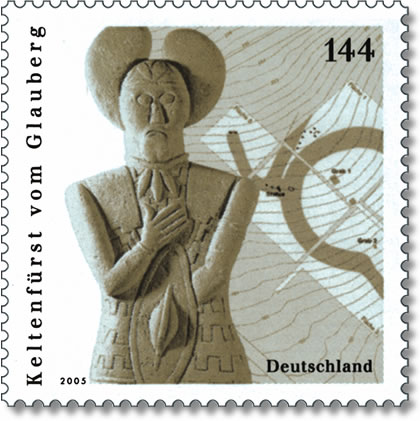
Keltenfürst vom Glauberg auf einer Briefmarke von 2005

### Forschungsgeschichte
Schon seit Jahrzehnten forschen Archäologen der Universität Mainz und der Römisch-Germanischen Kommission am Glauberg nach der Besiedlung des Glaubergs und seines Umlandes in keltischer Zeit (Hallstattzeit und frühe Latènezeit). Von 2004 bis 2010 wurden diese Ausgrabungen durch die Deutsche Forschungsgemeinschaft (DFG) in dem Schwerpunktprogramm „Frühe Zentralisierungs- und Urbanisierungsprozesse“ (DFG-SPP 1171) gefördert.
Bei einem Erkundungsflug im Jahr 1986 oder 1988 erkannten Heimatforscher am Südhang des Glaubergs die Spuren eines riesigen Grabhügels in einem Getreidefeld. Später wurde noch ein zweiter Grabhügel entdeckt, der durch geophysikalische Messungen lokalisiert werden konnte. Beide Hügel waren eingeebnet und vom Boden aus nicht zu erkennen. Zwischen 1994 und 1997 führte das Landesamt für Denkmalpflege Hessen, Wiesbaden, Ausgrabungen durch. Die Grabanlage wurde anschließend rekonstruiert und steht seitdem zur Besichtigung zur Verfügung. Die reich ausgestatteten Gräber dreier keltischer Krieger aus dem 5. Jahrhundert v. Chr. belegen die gehobene Stellung der Verstorbenen. Die Gräber werden zu den keltischen Fürstengräbern gezählt und gehören zu den prachtvollsten, die aus dieser Zeit bekannt sind.

### Steinfigur eines Keltenfürsten
Neben den eigentlichen Grabanlagen war die Entdeckung einer (vermutlich über-)lebensgroßen Steinfigur eines Kriegers wenige Meter von Grab 1 entfernt eine weitere Sensation. Eine archäologische Besonderheit ist die Tatsache, dass einige Grabbeigaben wie Halsring, Armreif, Fingerring, Schwert und Schild auf der Steinstatue abgebildet sind. Die bis auf die Füße vollständig erhaltene Statue ist mit einer haubenartigen Kopfbedeckung versehen, die als (Mistel-)Blattkrone gedeutet wird und deren Relikte ebenfalls als Grabbeigabe in Grab 1 gefunden wurde. Da die Mistel laut antiker Autoren bei den Kelten eine wichtige kultische Bedeutung besaß, mag dies auf die Rolle des Bestatteten als Priester hinweisen. Diese Figur des „Keltenfürsten vom Glauberg“ ist bislang der bedeutendste Fund der Latènekultur in Hessen. Die originale Stele wurde am 24. Juni 1996 geborgen und ist im 2011 eröffneten Museum am Glauberg zu sehen. Originalgroße Kopien der Statue können im Heimatmuseum in Glauburg sowie im Wetteraumuseum in Friedberg besichtigt werden. Fragmente von drei weiteren Statuen, die der ersten im Detail gleichen, aber andere Proportionen aufweisen, wurden ebenfalls gefunden.

### Archäologische Fundstücke

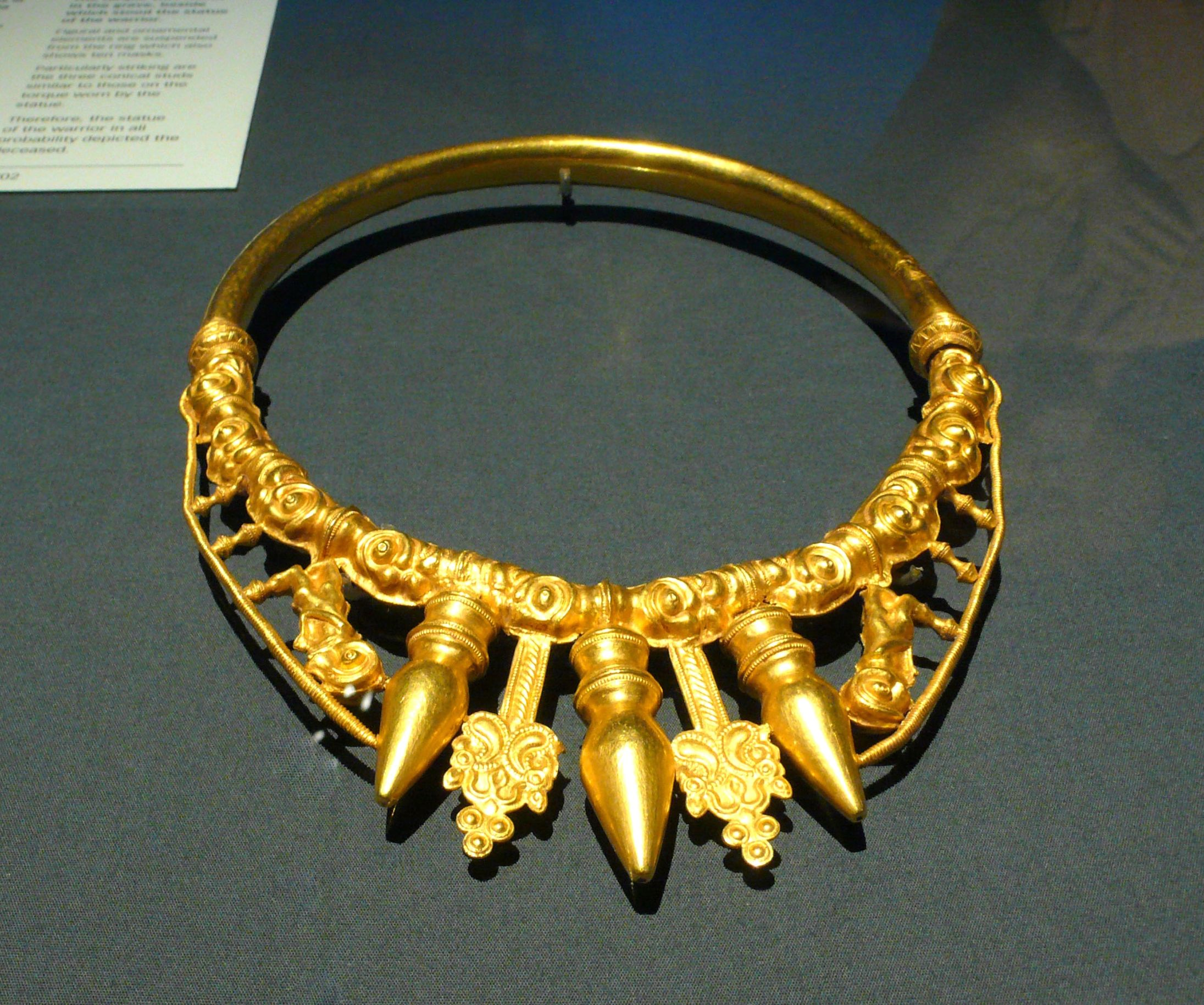
Halsreif

Die bedeutendsten Fundstücke aus den Gräbern selbst sind ein goldener Halsreif und eine keltische Schnabelkanne. Die Funde waren im Hessischen Landesmuseum Darmstadt bis zu dessen Schließung aufgrund von Renovierungsarbeiten ausgestellt. Im Herbst 2007 wurde mit dem Bau eines Museums mit Forschungszentrum in der Nähe des Grabhügels am Glauberg begonnen. Die vom Land Hessen getragenen Kosten für den Bau betrugen rund 9 Millionen Euro. Das Museum wurde am 5. Mai 2011 eröffnet. Dort sind alle Originalfunde einschließlich der Stele des keltischen Kriegers zu sehen.

### Pfostenlöcher
Weiterhin wurden am Fuß des großen Grabhügels Pfostenlöcher von 16 Holzpfosten gefunden, deren genaue Funktion nicht bekannt ist. Einer von Bruno Deiss, einem Frankfurter Professor für Astrophysik, aufgestellten Theorie nach handelt es sich dabei um ein keltisches Kalenderbauwerk, das zur astronomischen Bestimmung von Feiertagen verwendet wurde. Die These, wonach das Kalenderbauwerk Grundlage der überregionalen Bedeutung des Glaubergs in frühkeltischer Zeit ist, ist ebenso umstritten wie die These, dass dafür eine angeblich verkehrsgeographisch günstige Lage des Glaubergs entscheidend war. Eine mögliche Rekonstruktion des mutmaßlichen Kalenderbauwerkes wurde am 1. September 2007 eingeweiht.
Da die Holzpfähle in größeren zeitlichen Abständen errichtet wurden, kam in jüngerer Zeit hingegen die Ansicht auf, diese hätten nicht die Funktion eines Kalenderbauwerks gehabt und auch nicht astronomischen Bestimmungen gedient, sondern seien vermutlich zu verschiedenen architektonischen Zwecken gedacht gewesen. Laut dem ehemaligen hessischen Landesarchäologen Fritz-Rudolf Herrmann könnten dies Speicher, Brücken oder ein Tempel gewesen sein.

Rekonstruierter Grabhügel mit 16 Holzpfählen
Panoramaaufnahme vom Grabhügel über das Gelände

## Welterbe-Bewerbung
Durch Beschluss der Kultusministerkonferenz vom Dezember 2023 ist der frühkeltische Fürstensitz auf dem Glauberg auf die deutsche Tentativliste für das Welterbe der UNESCO gesetzt worden, zusammen mit der Heuneburg in Baden-Württemberg. Es handelt sich um den Teil einer transnationalen Bewerbung, in die von Seiten Frankreichs der Mont Lassois eingebracht wurde. Aufgrund des komplexen Verfahrens mit umfassenden Prüfungen, das einem Eintrag in die Liste des Welterbes vorangeht, ist mit einer Entscheidung des Welterbekomitees frühestens Anfang der 2030er Jahre zu rechnen.